# Ferrovia Bratislava-Žilina
La ferrovia Bratislava-Žilina (o Linea 120, secondo la numerazione slovacca) è una linea ferroviaria della Slovacchia, situata interamente in territorio nazionale, che collega la capitale Bratislava con la città di Žilina, passando per Trnava e Trenčín. È anche detta ferrovia del Považie, dal nome della regione naturale che attraversa. Il suo tracciato è compreso nel ramo A del corridoio paneuropeo V, che collega la capitale slovacca con quella ucraina, Kiev tramite Užhorod e Leopoli.

## Storia

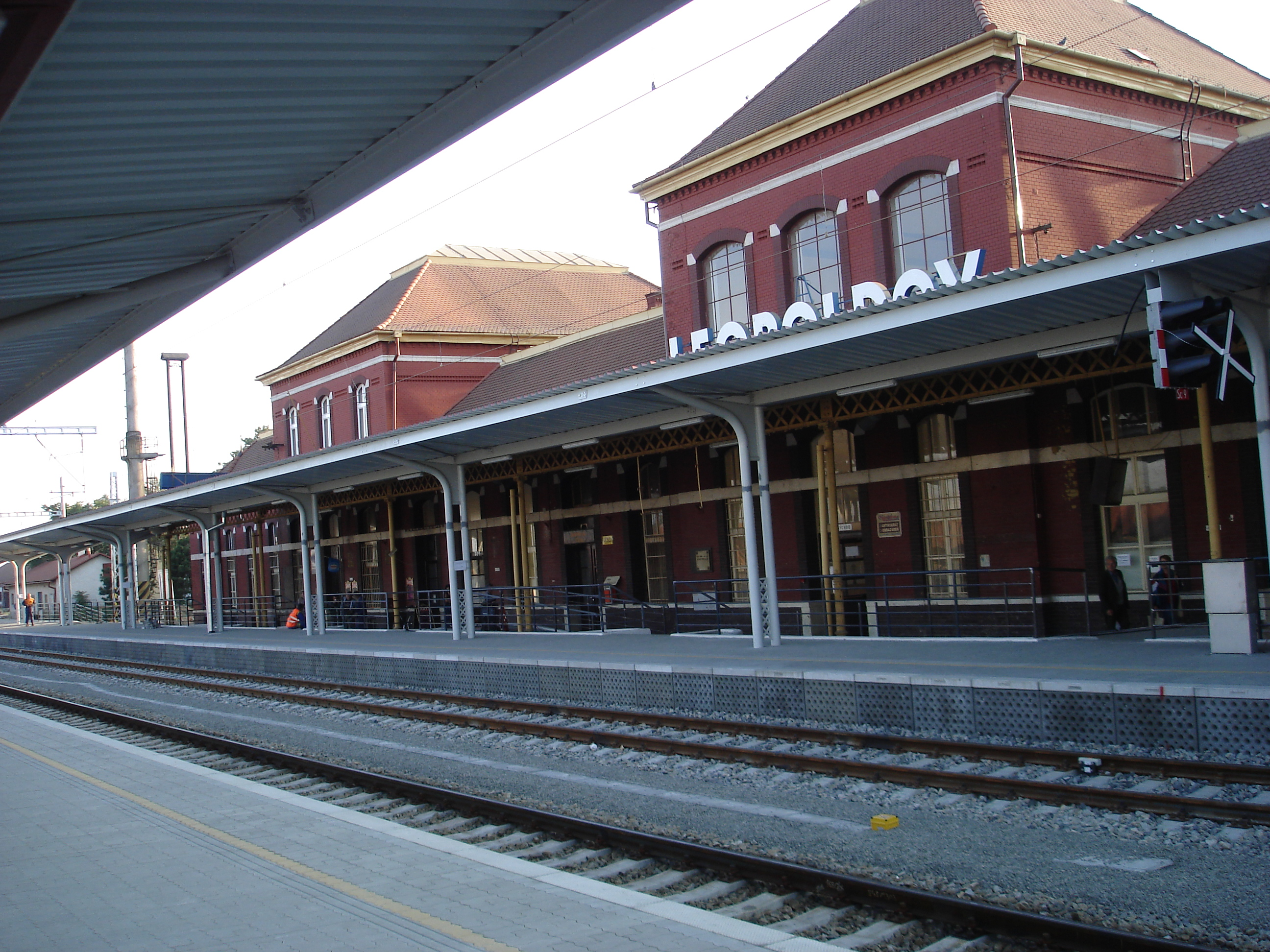
Stazione di Leopoldov

La linea è stata costruita e aperta a tratti. Il tratto tra Bratislava e Svätý Jur venne inizialmente aperto nel 1840 ed era a trazione equina; nel 1872 venne ricostruita con trazione a vapore. La sezione tra Svätý Jur e Trnava venne aperta il 1° giugno 1846, quella tra Trnava e Nové Mesto nad Váhom il 2 giugno 1867, quella tra Nové Mesto nad Váhom e Trenčín il 1° maggio 1878 e l'ultimo tratto, tra Trenčín e Žilina, il 1° novembre 1883. Nel 1904 venne aperto il raddoppio tra Bratislava e Leopoldov e nel 1941 quello tra Leopoldov e Žilina.
La linea venne elettrificata in due periodi storici differenti, e questo è il motivo per la differente tensione: infatti tra Bratislava e Púchov è di 25 kV 50 Hz, mentre tra Púchov e Žilina di 3000 V.

### Ammodernamento
L'asse tra Bratislava e Košice è l'unico asse ferroviario elettrificato del Paese che consente di attraversare la Slovacchia da est a ovest, oltre ad essere un importante collegamento a livello europeo. Ciò ha portato a modernizzare l'intera linea, con l'installazione del segnalamento europeo ERTMS, la rielettrificazione allo standard 25 kV 50 Hz, l'aumento della velocità commerciale attraverso la modernizzazione delle infrastrutture e la riduzione di alcune curve strette e la messa in sicurezza delle stazioni lungo il percorso attraverso la costruzione di attraversamenti sicuri (come ponti e gallerie) e ampie banchine adatte alle persone a mobilità ridotta.
Quest'opera, con un costo di circa due miliardi di euro per la sola linea 120, è in parte finanziata dall'Unione europea ed è suddivisa in tratte:
- tra Rača e Šenkvice l'ammodernamento è stato completato nel 2006, con un costo di circa 4 milioni di euro al chilometro;[7]
- tra Zlatovce e Trenčianska Teplá è stato ritardato per diversi anni a causa degli elevati costi (circa 20 milioni di euro al km). I lavori sono terminati nel maggio 2017;[8]
- tra Trenčianska Teplá e Beluša è stato completato a maggio 2015;[9]
- tra Beluša e Považská Teplá è stato uno dei più complessi, per via della posizione geografica. È stata costruita un nuova linea parallela con 3 ponti che permettesse ai treni di viaggiare fino a 160 km/h. Questa tratta è costata 378,6 milioni di euro ed è stata completata ad aprile 2022;
- tra Považská Teplá e Žilina è stato completato a febbraio 2018 e ha comportato la costruzione di 4,1 km di nuovo tracciato, nuovi sottopassi, 7 ponti e barriere antirumore; i treni possono ora viaggiare fino a 160 km/h sulla tratta;

L'ammodernamento del collegamento ferroviario alla stazione di Žilina, per un importo di 353,75 milioni di euro, durerà fino al 2026 ed è l'ultimo tratto mancante della linea 120.

## Percorso
Per l'intero percorso la ferrovia è elettrificata e a doppio binario.
|  | Straight track |

|  | Unknown route-map component "ACC" |

|  | Unknown route-map component "BS2+l" | Unknown route-map component "BS2+r" |  |

|  | Unknown route-map component "KRZo" | One way rightward |  |

|  | Unknown route-map component "BS2l" | Unknown route-map component "BS2c3" |  |

|  | Stop on track |

|  | Junction both to and from right |

|  | Unknown route-map component "HSTACC" |

|  | Track change |

|  | Unknown route-map component "HSTACC" |

|  | Unknown route-map component "ACC" |

|  | Unknown route-map component "ACC" |

|  | Unknown route-map component "HSTACC" |

|  | Unknown route-map component "ACC" |

|  | Unknown route-map component "ABZg+l" |

|  | Non-passenger station/depot on track |

|  | Unknown route-map component "ACC" |

|  | Unknown route-map component "ABZgr" |

|  | Unknown route-map component "HSTACC" |

|  | Track change |

|  | Unknown route-map component "ABZg+r" |

|  | Unknown route-map component "ACC" |

|  | Unknown route-map component "ABZgr" |

|  | Unknown route-map component "ABZg+l" |

|  | Unknown route-map component "ACC" |

|  | Unknown route-map component "eABZg+l" |

|  | Unknown route-map component "ACC" |

|  | Unknown route-map component "HSTACC" |

|  | Track change |

|  | Unknown route-map component "HSTACC" |

|  | Track change |

|  | Unknown route-map component "HSTACC" |

|  | Junction both to and from left |

|  | Unknown route-map component "ACC" |

|  | Unknown route-map component "tSTRa" |

|  | Unknown route-map component "tSTRe" |

|  | Unknown route-map component "ACC" |

|  | Unknown route-map component "HSTACC" |

|  | Track change |

|  | Unknown route-map component "HSTACC" |

|  | Unknown route-map component "ACC" |

|  | Unknown route-map component "hKRZWae" |

|  | Unknown route-map component "ABZg+r" |

|  | Unknown route-map component "ACC" |

|  | Unknown route-map component "HSTACC" |

|  | Unknown route-map component "ABZg+r" |

|  | Unknown route-map component "ACC" |

|  | Unknown route-map component "ABZgl" |

|  | Unknown route-map component "ACC" |

|  | Unknown route-map component "ACC" |

|  | Unknown route-map component "HSTACC" |

|  | Unknown route-map component "ACC" |

|  | Unknown route-map component "HSTACC" |

|  | Unknown route-map component "HSTACC" |

|  | Unknown route-map component "ABZg+l" |

|  | Unknown route-map component "ACC" |

|  | Unknown route-map component "HSTACC" |

|  | Enter and exit tunnel |

|  | Enter and exit tunnel |

|  | Unknown route-map component "ACC" |

|  | Unknown route-map component "HSTACC" |

|  | Track change |

|  | Unknown route-map component "HSTACC" |

|  | Unknown route-map component "HSTACC" |

|  | Unknown route-map component "ACC" |

|  | Unknown route-map component "ACC" |

|  | Unknown route-map component "HSTACC" |

|  | Non-passenger station/depot on track |

|  | Junction both to and from left |

|  | Unknown route-map component "ABZg+r" |

|  | Station on track |

|  | Straight track |